# 佐藤静夫
佐藤 静夫（さとう しずお、1919年1月12日 - 2008年5月6日）は、日本の文芸評論家である。東京出身。上智大学文学部卒。
戦後まもなくから、新日本文学会に所属し、雑誌の編集をしながら、評論を書く。このころ、宮本百合子の知遇をうけたという。1950年代後半から、リアリズム研究会の創立に参画し、機関誌『現実と文学』に「戦後民主主義文学運動史」（のち啓隆閣から刊行）を連載、知名度を高める。1965年の日本民主主義文学同盟創立の際には、機関誌『民主文学』の初代編集長をつとめ、その後は、文学同盟の副議長をつとめた。
戦後文学史の研究と、宮本百合子研究を仕事の中軸にすえ、『戦後文学の三十年』（光和堂、多喜二・百合子賞受賞）、『宮本百合子と同時代の文学』（本の泉社）などの著書がある。
ドイツ文学にも業績をあげ、東京教育大学や日本福祉大学で教鞭をとった。この方面の著書には、『トーマス・マン』（新日本新書）がある。